# Lagayan
Lagayan est une municipalité située dans la province d'Abra, aux Philippines.